# Коминьяго
Коминьяго (итал. Comignago) — коммуна в Италии, располагается в регионе Пьемонт, в провинции Новара.
Население составляет 1010 человек (2008 г.), плотность населения составляет 252 5 чел./км². Занимает площадь 4 км². Почтовый индекс — 28060. Телефонный код — 0322.
Покровителем коммуны почитается святой Иоанн Креститель, празднование 24 июня.

## Демография
Динамика населения:

## Администрация коммуны
- Телефон: 0322 50107
- Официальный сайт: